# Ennedi Ouest (département)
Pour les articles homonymes, voir Ennedi.
L'Ennedi Ouest est l'un des quatre départements composant la région du Borkou-Ennedi-Tibesti au Tchad (Décrets no 415/PR/MAT/02 et 419/PR/MAT/02). Son chef-lieu est Fada.

## Subdivisions
Le département de l'Ennedi Ouest est divisé en six sous-préfectures :
- Fada
- lac d'ouniangua
- Kalaït
- gouro
- torbole
- tebi

## Administration

### Préfets de l'Ennedi  (depuis 2002)
- Teguen Idibeï Berdé  (2001-2002)
- Hassan Fodoya        (2002-2006)
- Gueïllé Hemchi       (2006-2007)
- à partir du 3 octobre 2007 : Général de Brigade Souleymani Ali AGUID ANI